# De Coolen
De Coolen is een mergelgroeve en natuurgebied in de Belgische gemeente Riemst op de grens van de deelgemeentes Millen en Val-Meer. Het wordt beheerd door Limburgs Landschap vzw.
De naam van het gebied betekent De Kuilen.
Het gebied bestaat uit een klein hellingbos, waaronder zich een middelgrote mergelgroeve bevindt, waarvan het gangenstelsel een lengte van ongeveer 1 km beslaat. In het gangenstelsel werden enkele fossielen aangetroffen.

## Geschiedenis
Vermoedelijk begon men al in de Romeinse tijd met de mergelwinning, getuige de vondst van een Romeins graf in 1868 op slechts 150 meter van de huidige ingang. Dit graf was opgebouwd uit mergelblokken. Ook werden er wijnbouwterrassen gevonden, die vermoedelijk uit dezelfde tijd stamden, daar de Romeinen deze met mergel bemestten.
De groeve wordt voor het eerst schriftelijk vermeld in een eigendomsakte uit 1286. In 1565 wordt ze vernoemd als één van de leveranciers van de mergelblokken voor de kerktoren van Munsterbilzen. In de 17e en 18e eeuw worden ze benoemd als Fallerkuijlen in akten. In de gangen zijn er geen duidelijke inscripties van voor 1800 waar een datum uit af leiden is. Een enkele tekst stamt mogelijk uit de 16e eeuw, maar is zozeer verweerd dat dit niet met zekerheid vast te stellen is. Onderzoekingen leerden dat een kwart van de inscripties uit de 19e eeuw en driekwart uit de 20e eeuw stamt.
In de groeve noch in documenten zijn er gegevens over het ontginnen zelf. De manier waarop de groeve ontgonnen is wijst op een eerder sporadische mergelwinning wanneer er behoefte aan was door gelegenheids-blokbrekers. Slechts in een gedeelte van de groeve, ontgonnen tussen eind 1700 en begin 1800, zijn er sporen van deskundig vakmanschap met regelmatige zaagpatronen en rechte beitelsporen.  
Vanaf 1956 werd de groeve verhuurd voor de teelt van champignons. Na de stopzetting daarvan kwamen er plannen om deze groeve met afval vol te storten. Uiteindelijk kwam de groeve in 1988 aan het Limburgs Landschap vzw, waarna de gangen werden schoongemaakt en van hekken en roosters voorzien. Het gangenstelsel is niet toegankelijk om de rust voor de vleermuizen te waarborgen.

## Fauna
De gangen dienen als overwinteringsplaats voor vleermuizen. Er werden zes soorten gevonden: gewone grootoorvleermuis, watervleermuis, baardvleermuis, meervleermuis, Bechsteins vleermuis en franjestaart. Voorts treft men er de steenmarter, het roesje, de eikelmuis, de das en de grottenspin.
In de omgeving werden bomen en struikgewas aangeplant ten behoeve van de dieren. De omgeving van het bosje is in de jaren 1970 grootschalig verkaveld landbouwgebied, waar niettemin nog kwartel, grauwe gors en kerkuil te vinden zijn.

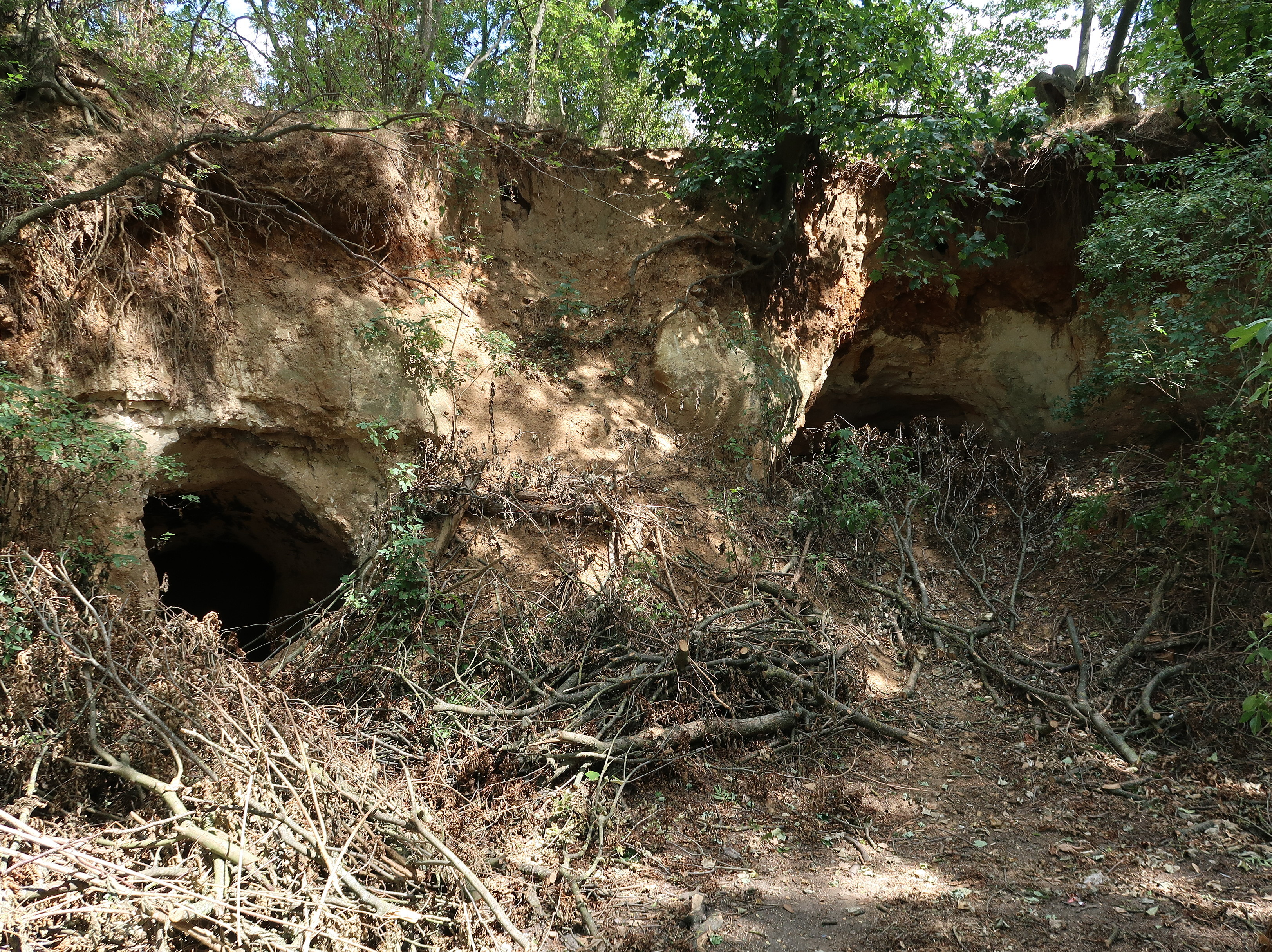
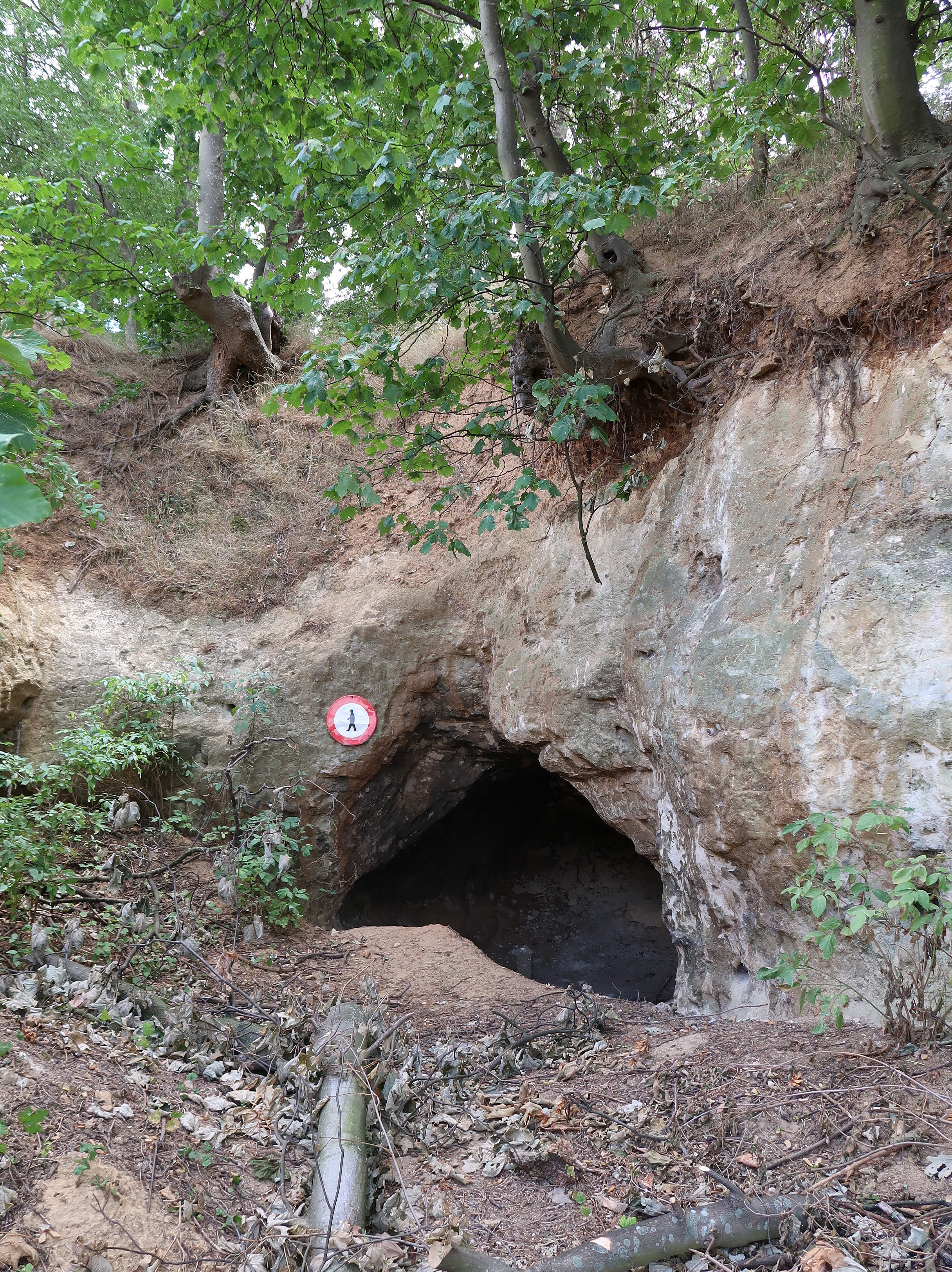
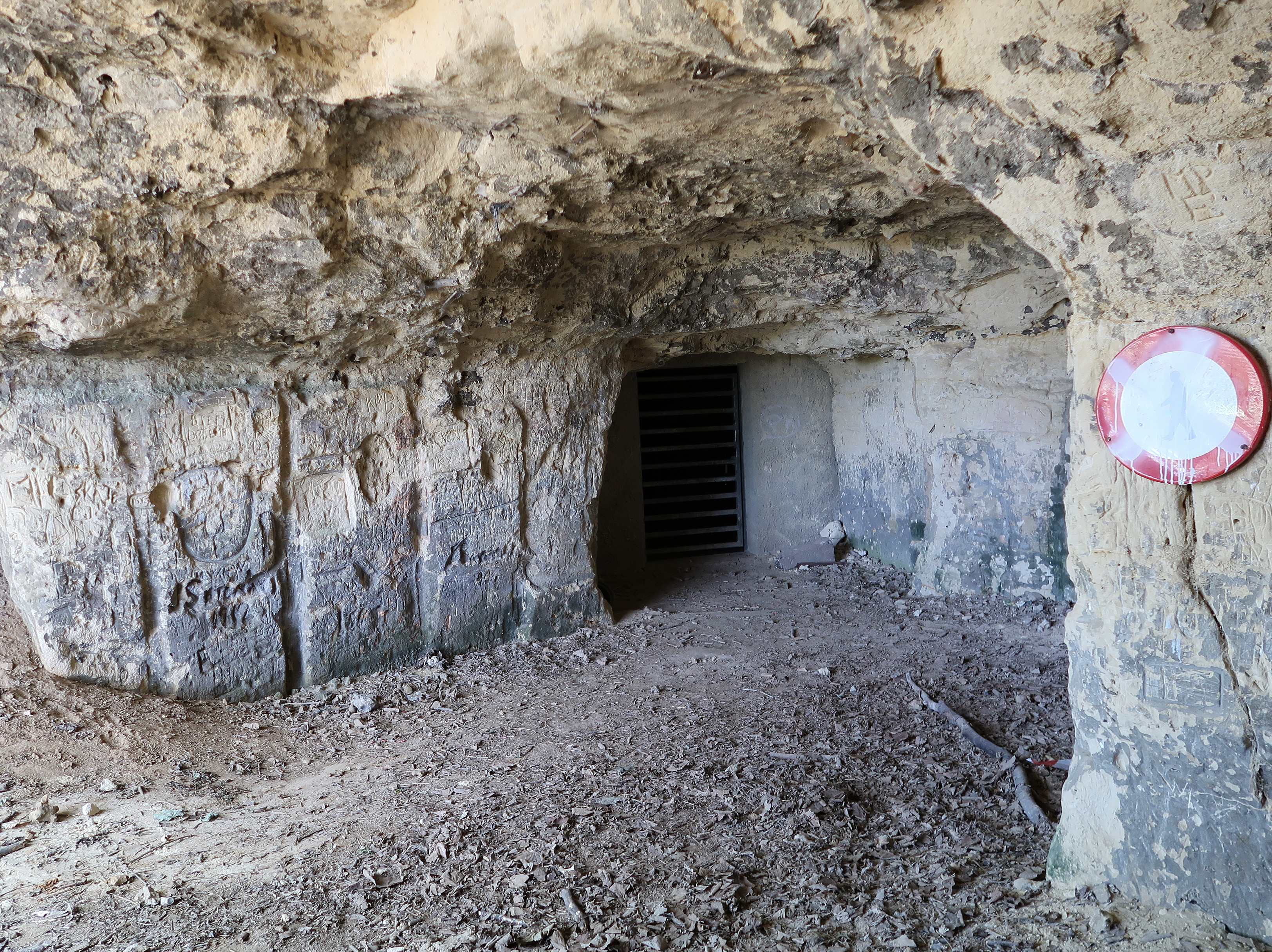
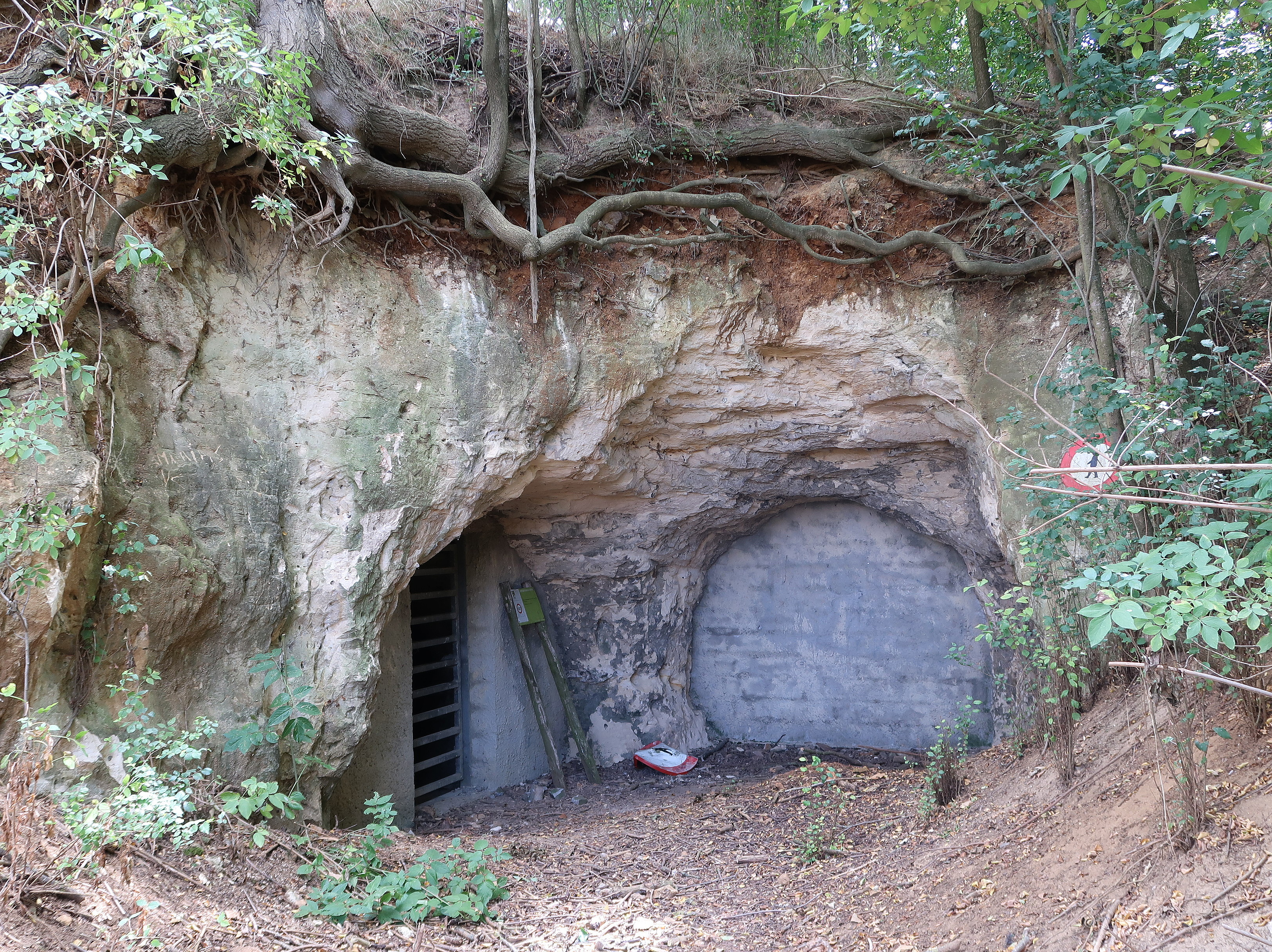